# Samuel Putnam
Erle Samuel Putnam (* 10. Oktober 1888 in Rossville, Illinois; † 15. Januar 1950 in Lambertville, New Jersey) war ein US-amerikanischer Übersetzer und Romanist.
Putnam war bekannt für seine Neigung zur politischen Linken (er war ein Kolumnist des Daily Worker). Seine berühmteste Arbeit ist seine 1949 erschienene englische Übersetzung von Miguel de Cervantes’ Don Quixote. Es ist die erste Version des Werkes in einer zeitgemäßen englischen Sprache. Obwohl die Übersetzung noch von altertümlicher Sprache Gebrauch macht, wird diese beschränkter verwendet als in früheren englischen Versionen des Werkes. Die Sprache ist förmlich, aber selten altmodisch, wenn sie von Gebildeten gesprochen wird, während das Landvolk in moderner englischer Umgangssprache spricht. Putnam arbeitete zwölf Jahre an seiner Übersetzung, bevor er sie veröffentlichte. Er publizierte auch einen Begleitband The Portable Cervantes, der eine Kurzversion seiner Übersetzung zusätzlich zu zwei der Exemplarischen Novellen von Cervantes enthält. Putnams vollständige Übersetzung wurde in der Modern Library neu aufgelegt und ist in den nahezu sechzig Jahren seit ihrem Erscheinen selten vergriffen gewesen.
Putnam ist auch als Übersetzer von Euclides da Cunhas Os Sertões (unter dem englischen Titel Rebellion in the Backlands, Chicago 1944; dt. 1994 unter dem Titel „Krieg im Sertão“), von Rabelais, Aretino und vieler weiterer Autoren hervorgetreten.
Ihn zog die Beschäftigung mit so gegensätzlichen Charakteren wie Margarete von Navarra (1936) und Kiki vom Montparnasse an, deren Memoiren er unter dem englischen Titel The Education of a French Model (1950) übersetzte.
Putnam war der Vater des Philosophen Hilary Putnam (1926–2016).

## Weblink
- John Ormsby

## Quelle
Dieser Artikel verwendet Information aus http://www.cambridge.org/uk/catalogue/catalogue.asp?isbn=0521012546&ss=exc und die Ausgabe von Don Quixote de la Mancha, übersetzt von Samuel Putnam, insbesondere die „Translator's Introduction“ von Mr. Putnam (Modern Library: 1998 Edition).